# Gabriël Metsustraat 16
Gabriël Metsustraat 16 te Amsterdam is een gebouw aan de Gabriël Metsustraat, Museumkwartier, Amsterdam Oud-Zuid.
Die straat, die haar naam in 1899 ontving, werd in het daaropvolgend decennium bebouwd met eigenlijk een pand-voor-pandsysteem. Voor huisnummer 16 werd naar ontwerp van architect Hendrik Petrus Berlage een kunstnijverheidsschool neergezet met als officiële titel Dagteeken- en Kunstambachtsschool voor Meisjes met onder andere een opleiding tot tekenlerares, maar ook leerden ze boekbinden, houtsnijden en textielbewerking. Berlage ontwierp het gebouw in de rationalistische stijl. De aanbesteding vond plaats in het voorjaar van 1908. Het gebouw werd laat september 1908 in gebruik genomen.
In de loop der jaren werd er flink verbouwd om het aan te passen aan steeds wisselend gebruik, maar de voorgevel bleef vrijwel onaangetast. In 1967 kwam het gebouw leeg te staan toen de toenmalige onderwijsinstelling opging in de Gerrit Rietveld Academie en zich vestigde aan de Fred. Roeskestraat in Buitenveldert/Zuidas. Na een aantal jaren onderdak te hebben geboden aan diverse instellingen, zoals in 1973 was er het Centraal Laboratorium voor Onderzoek van voorwerpen van Kunst en Wetenschap gevestigd. Het gebouw werd in 2016 aangekocht door het Koninklijk Concertgebouworkest, koop was alleen mogelijk vanwege de culturele instelling die het bleef huisvesten. Hun gebouw was te klein geworden voor alle taken en onderdelen waren al over de stad verspreid. Opnieuw werd er intern flink verbouwd zodat het genoemd orkest er in 2019 ruimtes in gebruik kon nemen met oefenruimtes, ensembleruimten, kantoren en ontvangstruimte. Het gebouw kreeg toen een uitbouw aan de achterzijde met opnieuw studio’s en ruimten voor fysiotherapie. Het gebouw kreeg toen ook een nieuwe naam: KCO House.

De naam van de school was in een tegeltableau boven in de gevel te lezen, maar werd in de loop der jaren verwijderd dan wel onleesbaar gemaakt. Toen het orkest haar intrek in het gebouw nam, kwam er een nieuw tegeltableau, toen 25 meter breed en 0,51 meter hoog. Stadsdichter K. Schippers kwam met de tekst:
Let·op·wat·iedereen·kan·horen·en·pas·dan·komt·het·hier·toevallig·tevoorschijn·een·nieuwe·klank
. Dat werd in de kleuren Berlagegroen en goud door Koninklijke Tichelaar Makkum op 96 tegels gezet in de huisstijl van het orkest, dat uit de koker van graficus René Knip komt. Overigens zou er in het gebouw ook een tegeltableau geplaatst zijn met daarop alle namen van concertgebouwleden tot 2019.
Verderop in de straat was op Gabriël Metsustraat 8 ongeveer gelijktijdig een huishoudschool neergezet. Op huisnummer 18-20 kwam ook nog een school. Berlage had voor de straat ook een theater ontworpen; het zogenaamde Museum-theater; het is er nooit gekomen.

## Afbeeldingen

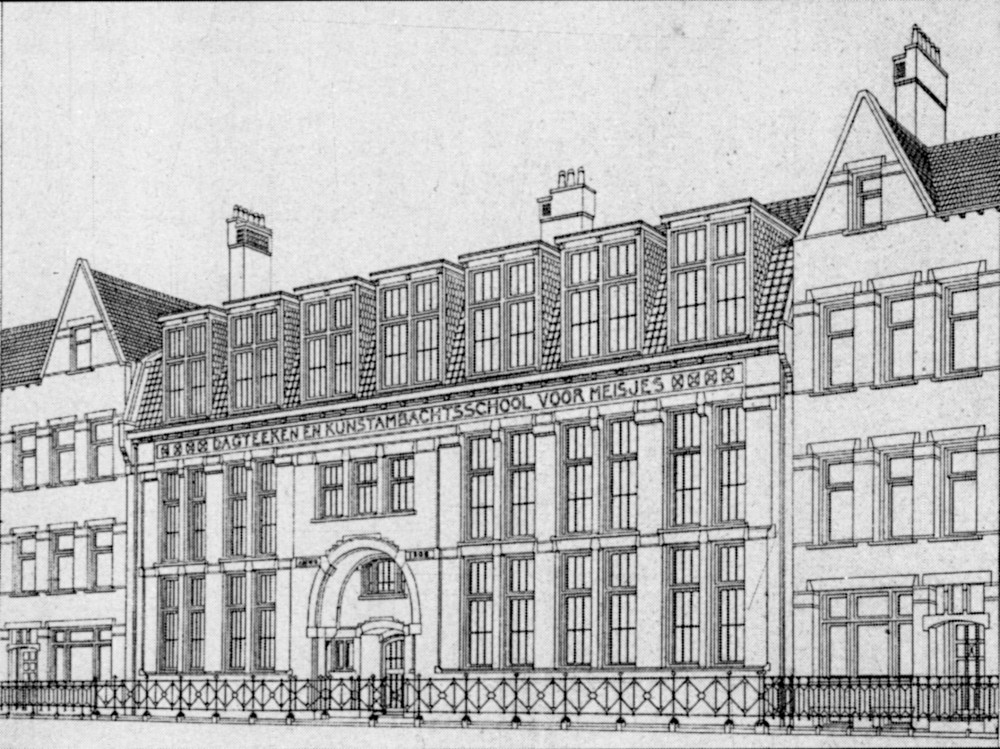
Bouwtekening (1907)
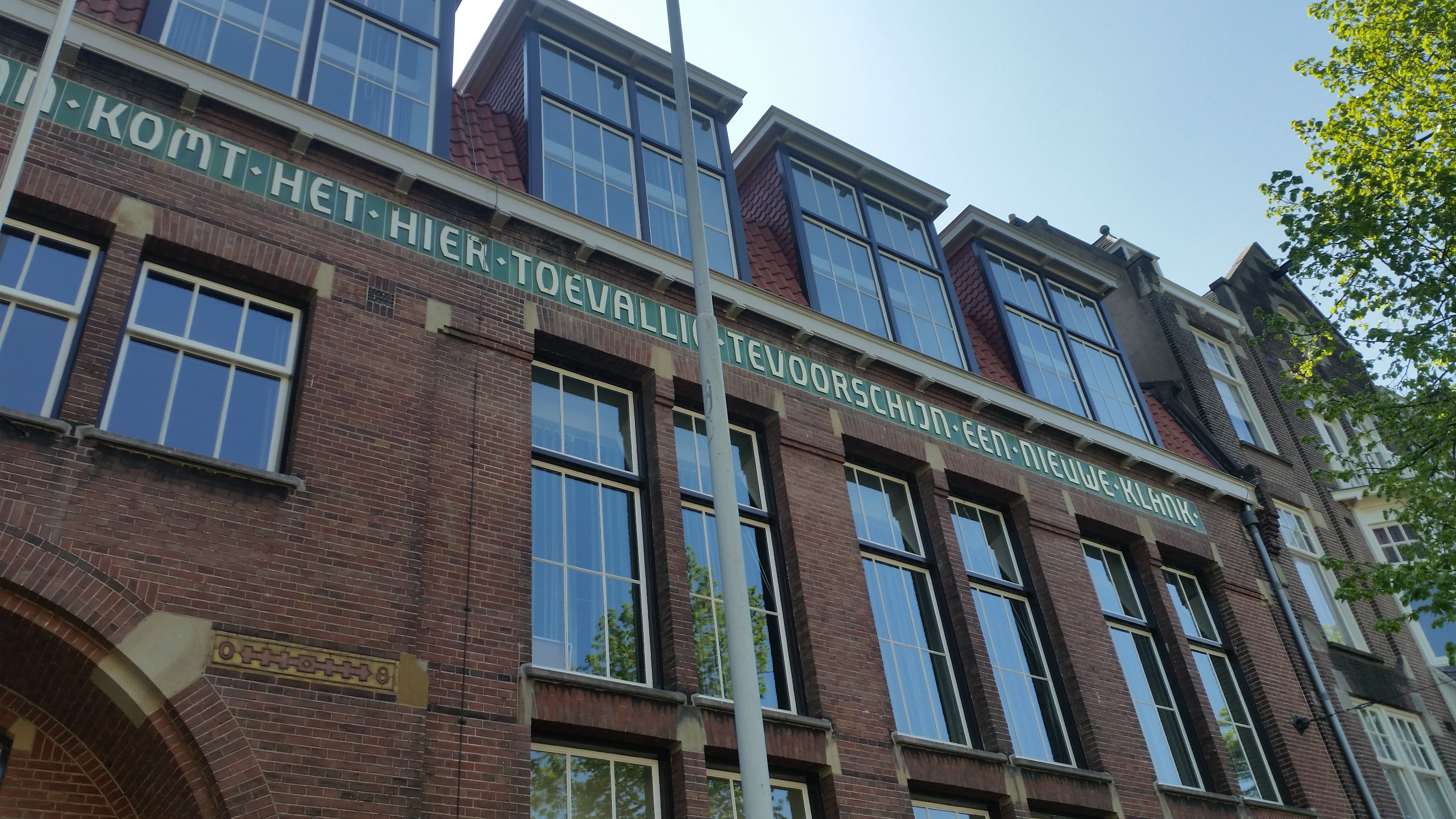
Deel van tegeltableau (april 2020)